# 大学通り (高松市)

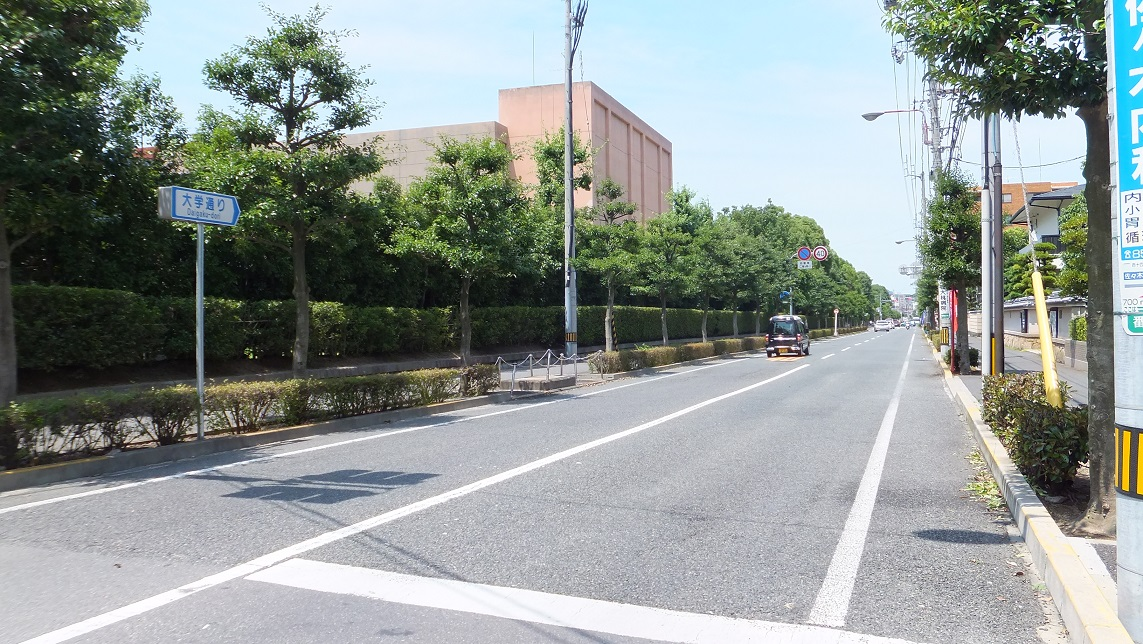
終点側より見た大学通り（左側が香川大学）

大学通り（だいがくどおり）は、香川県高松市の錦町2丁目交差点から香川大学南東交差点に至る、高松市道浜ノ町宮脇線の愛称である。全長は約0.8km。
愛称の由来は、沿線に香川大学があることによるもので、1988年1月28日に制定された。

## 概要
- 高松市宮脇町から高松市西部市街地を貫通し、旧丸亀街道（市道兵庫町西通町線）へ抜ける歩道付き2車線の幹線街路である。
- 全長0.8kmのうち大部分が香川大学の敷地に面しており、学生の往来が多い。

## 路線データ
- 幅員：15m
- 車線数：2車線
- 最高速度：40km/h

## 都市計画道路指定
当道路は全線が都市計画道路に指定されており、指定名は錦町宮脇線。（都）錦町宮脇線は当道路の属する市道浜ノ町宮脇線のうち錦町2丁目交差点（大学通り起点）-終点（宮脇町二丁目）からなる。1946年6月5日、戦災復興院告示第39号により指定。最終告示は、2005年3月8日の高松市告示第144号。
都市計画道路錦町宮脇線
- 指定部分：全線
- 路線番号：3・5・132
- 指定日：1946年6月5日

## 沿線施設
- 百十四銀行西支店
- 四国電力西通変電所
- 西松建設四国支店
- 香川大学幸町キャンパス（本学）
- 浄教寺
- 行泉寺
- 薬王寺

## 通過する自治体
- 香川県高松市

## 交差・接続している道路
| 接続する道路 西← ＜大学通り＞ →東    | 接続する道路 西← ＜大学通り＞ →東 | 交差点       | 交差点 |
| ------------------------------------ | --------------------------------- | ------------ | ------ |
| 市道浜ノ町宮脇線（扇町・錦町方面）   |                                   |              |        |
| ＜旧丸亀街道＞ 市道兵庫町西通町線    | ＜旧丸亀街道＞ 市道兵庫町西通町線 | 錦町2丁目    | 高松市 |
| 市道扇町12号線                       | 市道二番町築地線                  |              | 高松市 |
| 市道五番町西宝線                     | 市道五番町西宝線                  | 幸町         | 高松市 |
| -                                    | 市道六番町5号線                   |              | 高松市 |
| 市道六番町西浜新町線                 |                                   |              | 高松市 |
| -                                    | 市道常磐町八番町線                |              | 高松市 |
| 県道33号高松善通寺線                 | 県道33号高松善通寺線              | 香川大学南東 | 高松市 |
| 市道浜ノ町宮脇線（宮脇町二丁目方面） |                                   |              |        |